# (138221) Baldry
(138221) Baldry est un astéroïde de la ceinture principale.

## Description
(138221) Baldry est un astéroïde de la ceinture principale. Il fut découvert le 3 mars 2000 à l'observatoire d'Apache Point par le programme Sloan Digital Sky Survey. Il présente une orbite caractérisée par un demi-grand axe de 2,63 UA, une excentricité de 0,13 et une inclinaison de 4,6° par rapport à l'écliptique.
Il porte le nom de l'astronome britannique Ivan Baldry (né en 1971), qui a contribué au Sloan Digital Sky Survey.

## Compléments